# Зварцев, Александр Михайлович
Александр Михайлович Зварцев (20 ноября 1920, Панфилово, Владимирская губерния — 3 февраля 1998, Москва) — советский военный деятель, генерал-полковник.

## Биография
Родился в 1920 году в селе Панфилово Карачаровской волости Муромского уезда Владимирской губернии (ныне село Панфилово Муромского района Владимирской области).
С 1939 года — на военной службе, общественной и политической работе.
В 1941—1988 — участник Великой Отечественной войны, командир взвода 1-го Ульяновского танкового училища, заместитель командира роты, адъютант батальона 53-й танковой бригады, командир танковой роты, замначальника штаба полка по оперативной работе 53-го танкового полка 69-й мехбригады, на штабных должностях в Советской Армии, начальник штаба 21 гвардейской танковой дивизии, слушатель военной академии Генерального штаба, командир 44 армейского корпуса, начальник штаба Туркестанского военного округа,
Военный советник в Египте (с июня 1971 г. по сентябрь 1972 г.) и Болгарии (с 1985 г. по 1988 г),
Заместитель начальника Главного управления кадров МО СССР.
Член КПСС.
С 1988 г. - пенсионер, участие в работе совета ветеранов, проекта по созданию памятника победы на Поклонной горе.
Умер 3 февраля 1998 года в Москве. Похоронен на Троекуровском кладбище г. Москвы.

## Звания
- Генерал — майор  танковых  войск  (присвоено 7.05.1960)
- Генерал — лейтенант  (присвоено 25.10.1967)
- Генерал — полковник  (присвоено 25.04.1975)

## Награды
- Орден Красного Знамени (1971),
- Орден Октябрьской Революции (1978),
- два Ордена Отечественной войны I степени (22.12.1943, 1985),
- Орден Суворова III степени (1956),
- Орден Богдана Хмельницкого III степени (03.03.1944),
- четыре Ордена Красной Звезды (1943, 10.02.1944, № 3355801, 06.12.1953, № 3356045, 26.10.1955),
- Орден «За службу Родине в Вооруженных Силах СССР» III степени (1988).

Медали:
- «За отвагу» (31.03.1943),
- «За победу над Германией в ВОВ 1941-1945 гг.» (1945),
- «За безупречную службу в Вооруженных Силах СССР» III степени (1960),
- «За укрепление боевого содружества» (1980),  «Ветеран Вооруженных Сил СССР» (1984).

Иностранные награды:
- Медаль «20-я годовщина Революционных Вооруженных сил Кубы» (Куба),
- Медаль «Военная доблесть» I класс (04.09.1980) (Румыния),
- Медаль «За укрепление дружбы по оружию» II степени - серебро (Чехословакия),
- Медаль «Братство по оружию», (Польша) Медаль «Победы и Свободы» (Польша),
- Медаль «Братство по оружию» I степени - золото (ГДР),
- Орден Республики I степени (20.07.1972) (Египет),
- Орден «За боевую подготовку» I степени (07.11.1984) (Сирия),
- Медаль «90 лет со дня рождения Георгия Димитрова» (Болгария),
- Медаль «100 лет со дня рождения Георгия Димитрова» (Болгария),
- Орден «9 сентября 1944 года» I степени с мечами (Болгария),
- Орден «9 сентября 1944 года» III степени с мечами (14.09.1974)(Болгария),
- Орден «Красное Знамя» (12.09.1972)(Болгария),
- Медаль «За укрепление братства по оружию» (1977)(Болгария),
- Медаль «100 лет Освобождения Болгарии от османского рабства» (10.05.1979) (Болгария),
- Медаль «1300 лет Болгарии» (29.03.1982) (Болгария),
- Медаль «40 лет Победы над гитлеровским фашизмом» (16.05.1985) (Болгария),
- Медаль «За боевое содружество» I степени - золото (Венгрия).